# Liste de poissons de fiction
 (juin 2019).
Si vous disposez d'ouvrages ou d'articles de référence ou si vous connaissez des sites web de qualité traitant du thème abordé ici, merci de compléter l'article en donnant les références utiles à sa vérifiabilité et en les liant à la section « Notes et références ».
Cette liste contient des poissons présents dans des œuvres de fiction et occupant un rôle majeur ou secondaire.
- Darwin Watterson dans le monde incroyable de gumball.
- Jojo le mérou dans Le Monde du silence
- Le grand requin blanc dans Les Dents de la mer, que le réalisateur a surnommé Bruce
- Nemo, son père Marin et Dory dans Le Monde de Nemo et Le monde de Dory
- Polochon dans le dessin animé La Petite Sirène de Walt Disney Pictures
- Oscar le héros de Gang de requins
- Le requin qui essaye de dévorer Tintin dans la BD Le Trésor de Rackham le Rouge
- Bubulle dans Gaston Lagaffe